# Трансплантация
Трансплантацията е хирургическа операция, при която тъкани, части от орган или цял орган се вземат от едно тяло (донор), за да се присадят с лечебна цел на друго тяло (реципиент) или на друго място от същото тяло. Донорът може да е както от същия, така и от друг биологичен вид; може да е както жив, така и починал. Органните трансплантации обикновено имат характер на животоспасяващо лечение, а тъканните – на животоподдържащо.
Органите, които подлежат на трансплантация, са сърце, бял дроб, черен дроб, бъбрек, панкреас, черва, а тъканите: кости, костен мозък, сухожилия, кръвоносни съдове, сърдечни клапи, кожа, очни роговици и др.
Процедурата по изваждането на орган или тъкан от тялото на донора се нарича експлантация.

## Видове трансплантации
Различават се няколко вида трансплантации по отношение на биологичния вид и генотипа на донора и реципиента.
- Ксенотрансплантациите са трансплантации, при които донор и реципиент са от различни биологични видове, например трансплантации от животно на човек. В практиката се използват единствено тъканни ксенографти, а присажданията на органи с ксенопроизход са само на експериментално равнище. В България се правят само присаждания на ксеноперикард от обвивката на сърцето от телета и ксенокожа от дермалния слой от кожата на малки прасета. Този вид трансплантации са опасни за реципиента, тъй като неговата имунна система винаги реагира с отхвърляне на присадката и според българското законодателство могат да бъдат извършвани само при липса на годни за трансплантация тъкани от човешки произход.[1]
- Алотрансплантациите са трансплантации, при които донор и реципиент са от един и същ биологичен вид, но в общия случай – с различен генотип. Почти всички трансплантации в медицинската практика попадат в тази категория. При алотрансплантации отново се наблюдава реакция по отхвърляне на присадката, тъй като тя се атакува от имунната система на реципиента като чуждо тяло. За да се избегне отхвърлянето на органа, на трансплантирания пациент се провежда лечение с имуносупресанти, което е доживотно и невинаги успешно[2]. При отхвърлен орган се налага ретрансплантация след известен период от време. Имуносупресията спомага за потискането на реакцията на отхвърляне на присадката, но същевременно прави организма уязвим на патогени и иначе безобидни инфекции.[3]
  - Изотрансплантациите са частен случай на алотрансплантации, при които донор и реципиент са генетично идентични организми (еднояйчни близнаци или клонинги). Продуктите за изотрансплантация (изографти, изогенни/сингенни присадки) са специфични с това, че анатомично са идентични на алографтите, но по отношение на имунния отговор на реципиента са по-близки до автографтите. При изотрансплантациите се наблюдава почти съвършена съвместимост между донор и реципиент и присадките се прихващат много добре.[4]
  - Автотрансплантациите са трансплантации, при които донорът и реципиентът са един и същ индивид. Трансплантират се клетки или тъкани, които на едно място са в излишък, а другаде – в недостиг, тъкани, които имат способността да се самовъзстановяват, или тъкани, които са спешно необходими на друго място (например кожни автографти, използване на вени за байпас на коронарната артерия и др.)

## Видове донори
Донорите за трансплантация могат да бъдат живи или починали хора. Често живи донори стават най-близките роднини на пациентите, но понякога, поради недостатъчна биологична съвместимост или недобро здравословно състояние на роднината, се търсят донори извън семейството. При някои трансплантации – на сърце, очна роговица, панкреас – единствен възможен е вариантът трупен донор.
От живи донори могат да се вземат само:
- самовъзстановяващи се тъкани, клетки или флуиди (например кръв, кожа), или
- части от органи или единият от два чифтни органа, когато е възможно самовъзстановяването или останалият орган може да поеме работата и на експлантирания, без да се застраши здравето на донора (например донорство на един от двата бъбрека, на части от черен дроб или тънки черва).

Донорство от починали хора (трупно, кадаверно донорство) е възможно в редки случаи, когато е установена мозъчна смърт при наличие на сърдечна дейност и органите са запазени в годен за трансплантация вид (донорът е бил поставен на командно дишане и изкуствена перфузия). Ако смъртта е диагностицирана на базата на окончателното и необратимо спиране на сърдечната дейност, органите започват много бързо да некротират; от такъв донор могат да се взимат само тъкани или клетки.

## История
Хирургическите умения и технологиите, необходими за успешна алотрансплантация са известни дълго преди да бъде открит и изследван основният проблем на трансплантациите – реакцията на отхвърляне на присадения орган. Съществуват няколко апокрифни свидетелства за опити за трансплантация векове преди тя да стане част от съвременната медицина. Според легендата, китайският лекар Биан Ке разменил сърцата на един мъж с висок дух, но слаба воля и друг, с нисък дух, но силна воля, в опит да постигне баланс във всеки от двамата. Според легендите, светците от 3 век Дамян и Козма разменили гангренясалия крак на римския дякон Юстиниан с крака на току-що починал етиопец.
Съществуват сравнително по-достоверни свидетелства са за опити за трансплантация на кожа. Индийският хирург Сушрута от 2 век вероятно е направил автотрансплантация на кожа с цел реконструкция на носа на пациент. Векове по-късно, италианецът Гаспаро Талякози извършва успешни автотрансплантации на кожа, и дори многократно опитва трансплантация на алографти и дава първите сведения за отхвърляне на чужда тъкан още през 1596 г. В своя труд De Curtorum Chirurgia per Insitionem, Талякози отдава реакцията на отхвърляне на „силата и могъществото на индивидуалността“.
Първата успешна алотрансплантация на роговица е извършена през 1837 г. в моделен експеримент с газели. Успешна трансплантация на човешка роговица е извършена от Едуард Цирм едва 68 години по-късно, през 1905 г. През 1883 г. е направена първата имплантация на човешка тъкан – трансплантацията на щитовидна жлеза, направена от швейцарския нобелов лауреат Теодор Кохер. В предшестващите десетилетия, Кохер развива до съвършенство умението да премахва излишната тъкан от щитовидната жлеза в случаи на гуша – до такава степен, че успява да премахне целия орган без пациентът да почине от операцията. Кохер прибягва до тотална резекция на органа в няколко случая, в опит за превенция на повторна поява на гуша. През 1883 г., хирургът забелязва, че отсъствието на органа води до комплекс от симптоми, които в днешни дни се свързват с липсата на хормоните на щитовидната жлеза. Кохер успява да се справи с тези симптоми като имплантира обратно тъкан от щитовидна жлеза на пациентите си, правейки по този начин първите успешни органови трансплантации. Впоследствие Кохер и други хирурзи използват трансплантацията на щитовидна жлеза, за да третират спонтанна недостатъчност във функцията на жлезата. През 1909 г., Кохер получава Нобеловата награда за медицина за откриването на функциите на щитовидна жлеза.
Трансплантацията на щитовидна жлеза става модел за изцяло нова терапевтична стратегия – органовата трансплантация. Около 1900 г. са направени редица опити за органови трансплантации с животни. Правят се опити за трансплантация на надбъбречна жлеза, панкреас, яйчници, тестикули, бъбреци и др.
Пионери в областта на хирургичните техники за трансплантация стават френските хирурзи Алексис Карел и Шарл Клод Гутрие, които трансплантират артерии и вени. През 1902 Карел прави поредица експериментални трансплантации на кучета, вкл. бъбреци, сърце и далак, като първи изследва проблема с реакцията на отхвърляне на присадения орган. За работата си, Карел получава Нобелова награда за медицина през 1912. Реакцията на отхвърляне остава обаче непреодолим проблем десетки години след трудовете му. Изследванията на органовите трансплантации са изоставени в годините след Първата световна война, въпреки някои успешни разработки на немския хирург Георг Шьоне по потискането на имунния отговор при трансплантация. За сметка на това, трансплантацията на тъкани и особено на кожа се развива бързо, благодарение на работата на Харолд Гилийс. През 1962 г. се осъществява първата успешна реплантация на откъснати крайници с частично възстановяване на функциите и чувствителността им.
Първият опит за трансплантация от починал донор е направена от украинския хирург Юри Вороной през 1930 г. Присаденият бъбрек е отхвърлен. Джоузеф Мъри и Хартуел Харисън правят първата успешна трансплантация на бъбрек между еднояйчни близнаци през 1954 г. През 1955 г., в България се осъществяват няколко транслантации на очни роговици.
Идеята за имуносупресия идва с работата на Питър Медауар през 1940-1950-те. Първите имуносупресанти, кортизон и по-ефективният азатиоприн не са достатъчно мощни, за да потиснат реакцията на отхвърляне. Едва откриването на циклоспорина през 1970 г. отваря вратите за органовите трансплантации.
През 1963 г., на пациент с рак на белия дроб е присаден бял дроб от починал донор от Джеймс Харди в САЩ. Пациентът оцелява само 18 дни, след което почива от бъбречна недостатъчност. Същата година, Томас Старцъл опитва чернодробна трансплантация в Денвър, но първият му успешен опит е едва през 1967 г. През 1964 г., отново Харди прави неуспешни опити за сърдечна трансплантация. Южноафриканецът Кристиян Барнард постига успех в това начинание през 1967 г. Реципиентът Луис Вашкански оцелява едва 18 дни, при висока публичност. Публичният интерес към сърдечната трансплантация я прави висок залог в годините на студената война, и в периода 1968 – 1969 г. са хвърлени значителни средства и усилия в тази област, при което почти всички пациенти почиват за по-малко от 60 дни. Вторият пациент на Барнард, Филип Блайберг, оцелява рекордните 19 месеца.
С откриването на циклоспорина, трансплантациите се превръщат от област на експерименталната хирургия в животоспасяващи операции. Дентън Куули прави 17 трансплантации през 1968 г.; трима от пациентите му остават живи след 6-ия месец. На 1 февруари 1969 г., Никола Атанасов и Стоян Ламбрев извършват в Александровска болница първата органова трансплантация в България – 42-годишна жена е трансплантирана с бъбрек. През 1984 г., две трети от сърдечнотрансплантираните са живи за повече от 5 години. Александър Чирков прави първата сърдечна трансплантация в източна Европа в болница „Света Екатерина“ през 14 май 1986 г. Сърцето получава 12-годишно дете във финален стадий на вродена кардиомиопатия. От 1980-те години насам има огромен прогрес както в успеваемостта, така и в повишаване качеството на живот на трансплантираните пациенти. С тези събития, органовата трансплантация става обичайна операция, ограничена единствено от броя донори.
С успехите на трансплантацията идва нов голям проблем, нерешен задоволително и до днес – нуждата от донори на органи. Трансплантацията от живи донори, най-често роднини, става все по-обичайна, но далеч не е достатъчна за хилядите терминално болни пациенти, нуждаещи се от орган. Хвърлени са значителни усилия в областта на ксенотрансплантацията, но проблемите с острата реакция на отхвърляне на животинските тъкани така и не намират решение. В почти всички държави вече съществува специално законодателство и се организират системи за максимално оползотворяване на донорските ситуации (т.е., за оползотворяване на редките случаи, в които починали хора са в мозъчна смърт при все още работещо сърце и други вътрешни органи).
Имуносупресията също остава проблем поради множество странични ефекти. Ограничаването на имуносупресията понижава риска от инфекции, но повишава рискът за отхвърляне на присадката, и медицината се бори за намирането на идеалната среда. Изследванията в тази област постигат успех с избягването на стероиди при терапията на трансплантираните, ограничаване на калциневриновите инхибитори и частичното или пълно ограничаване на други медикаменти според общото състояние на пациента. Правят се опити и с нови лекарства и терапевтични стратегии.
Опитите в областта на клонирането биха разрешили напълно както проблема с недостатъчното органи за нуждаещите се, така и с имуносупресията. Клонирането обаче повдига ред морални въпроси и среща обществена съпротива. Правят се опити за клониране на отделни органи, като се използват здрави клетки от болния орган на пациента. Има надежди и в посока на използване на стволови клетки за целите на трансплантацията. Всички тези изследвания обаче вече дълги години не успяват да стигнат до реално приложение и спасяване на човешки животи.

## Правна уредба в България
В България трансплантациите са уредени със Закона за трансплантация на органи, тъкани и клетки, който е в сила от 1 януари 2004 г.  Законът урежда вземането и присаждането на биопродукти от други хора и животни, функционирането и финансирането на национална трансплантационна система и регистри, както и международния обмен на органи, тъкани и клетки. Не са предмет на закона кръводаряването, преливането на кръв и кръвни продукти; трансплантацията на репродуктивни органи и тъкани; осигуряването, ползването и съхраняването на ембриони, яйцеклетки и сперматозоиди; автотрансплантацията; имплантацията на изкуствени тъкани и органи.
По силата на закона е създадена Изпълнителна агенция по трансплантация  на бюджетна издръжка, към Министерството на здравеопазването, която развива и поддържа национална трансплантационна система и регистри на чакащите за трансплантация, и има за задача да осигури оптимално разпределение на наличните органи.
Според настоящата правна уредба , всеки български гражданин или постоянно пребиваващ чужденец има право да изрази пред семейния си лекар изрично несъгласие негови органи, тъкани и клетки да се използват за трансплантация след установяване на смъртта му. В случай на липса на такова несъгласие, се търси писмено съгласие на близките: съпруг, родител, пълнолетно дете, брат или сестра. Изпълнителната агенция по трансплантация не поддържа регистър със заявилите желание да бъдат донори (т.е., в случай на мозъчна смърт лекарите няма как да узнаят за заявеното приживе желание на починалия). В България, семействата на починалия в почти всички случаи отказват даряването на органи .

## Във фантастиката
Във фантастичното кино и литература могат да бъдат трансплантиррани мисли, чувства и дори съзнание.